# Svájc hágóinak listája
A közlekedés fejlődését megelőző időszakban az Alpokon átvezető utak rendkívül fontosak voltak a távoli tájakkal való kapcsolattartásban. Később azonban létrejöttek a vasútvonalak, és inkább ezekre terelődött a forgalom. Az országutak kiépítése, korszerűsítése, valamint a gépkocsiforgalom növekedése miatt azonban a hágók visszakapták korábbi szerepüket a közlekedésben.

## Svájc hágói

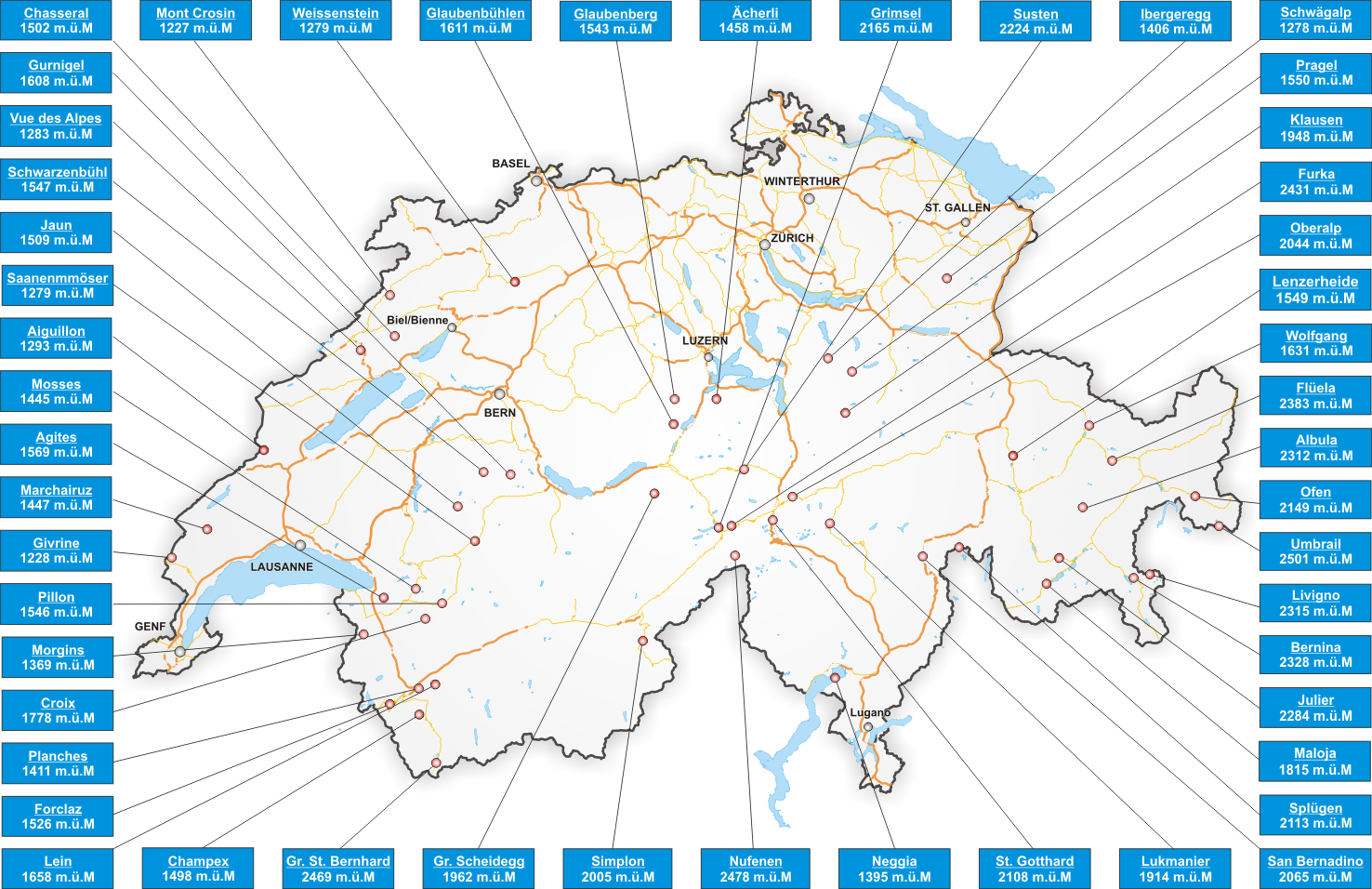
1200 méternél magasabb svájci hágók

- Albula-hágó
- Bernina-hágó
- Cenis-hágó
- Col de la Forclaz
- Col de l'Iseran
- Col des Mosses
- Flüela-hágó
- Forcola di Livigno
- Ofen-hágó
- Fuorn-hágó (Az Ofen nyugat vége)
- Furka-hágó
- Grimsel-hágó
- Julier-hágó
- Lukmanier-hágó
- Maloja-hágó
- Splügen-hágó
- Susten-hágó
- Nagy Szent Bernát-hágó
- Szent Gotthárd-hágó